# La Chapelle-Saint-Ursin
La Chapelle-Saint-Ursin és un municipi francès, situat al departament de Cher i a la regió de Centre – Vall del Loira. L'any 2007 tenia 3.208 habitants.

## Demografia

### Població
El 2007 la població de fet de La Chapelle-Saint-Ursin era de 3.208 persones. Hi havia 1.276 famílies, de les quals 256 eren unipersonals (108 homes vivint sols i 148 dones vivint soles), 464 parelles sense fills, 460 parelles amb fills i 96 famílies monoparentals amb fills.
La població ha evolucionat segons el següent gràfic:
Habitants censats

### Habitatges
El 2007 hi havia 1.330 habitatges, 1.291 eren l'habitatge principal de la família, 11 eren segones residències i 28 estaven desocupats. 1.295 eren cases i 35 eren apartaments. Dels 1.291 habitatges principals, 1.040 estaven ocupats pels seus propietaris, 247 estaven llogats i ocupats pels llogaters i 5 estaven cedits a títol gratuït; 1 tenia una cambra, 29 en tenien dues, 157 en tenien tres, 476 en tenien quatre i 629 en tenien cinc o més. 1.113 habitatges disposaven pel capbaix d'una plaça de pàrquing. A 463 habitatges hi havia un automòbil i a 753 n'hi havia dos o més.

### Piràmide de població
La piràmide de població per edats i sexe el 2009 era:
| Homes | Edats   | Dones |
| ----- | ------- | ----- |
| 0     | 95 o +  | 0     |
| 4     | 90 a 94 | 4     |
| 8     | 85 a 89 | 28    |
| 4     | 80 a 84 | 24    |
| 12    | 75 a 79 | 24    |
| 32    | 70 a 74 | 28    |
| 60    | 65 a 69 | 72    |
| 100   | 60 a 64 | 88    |
| 112   | 55 a 59 | 100   |
| 164   | 50 a 54 | 132   |
| 128   | 45 a 49 | 160   |
| 140   | 40 a 44 | 112   |
| 160   | 35 a 39 | 164   |
| 104   | 30 a 34 | 108   |
| 64    | 25 a 29 | 44    |
| 92    | 20 a 24 | 64    |
| 104   | 15 a 19 | 88    |
| 108   | 10 a 14 | 120   |
| 136   | 5 a 9   | 148   |
| 72    | 0 a 4   | 48    |

## Economia
El 2007 la població en edat de treballar era de 2.179 persones, 1.567 eren actives i 612 eren inactives. De les 1.567 persones actives 1.485 estaven ocupades (774 homes i 711 dones) i 82 estaven aturades (29 homes i 53 dones). De les 612 persones inactives 297 estaven jubilades, 190 estaven estudiant i 125 estaven classificades com a «altres inactius».

### Ingressos
El 2009 a La Chapelle-Saint-Ursin hi havia 1.307 unitats fiscals que integraven 3.280 persones, la mediana anual d'ingressos fiscals per persona era de 20.723 €.

### Activitats econòmiques
Dels 119 establiments que hi havia el 2007, 3 eren d'empreses extractives, 2 d'empreses alimentàries, 2 d'empreses de fabricació d'elements pel transport, 10 d'empreses de fabricació d'altres productes industrials, 26 d'empreses de construcció, 23 d'empreses de comerç i reparació d'automòbils, 7 d'empreses de transport, 7 d'empreses d'hostatgeria i restauració, 1 d'una empresa d'informació i comunicació, 9 d'empreses financeres, 3 d'empreses immobiliàries, 7 d'empreses de serveis, 11 d'entitats de l'administració pública i 8 d'empreses classificades com a «altres activitats de serveis».
Dels 37 establiments de servei als particulars que hi havia el 2009, 1 era una oficina de correu, 1 una oficina bancària, 4 tallers de reparació d'automòbils i de material agrícola, 1 autoescola, 3 paletes, 3 guixaires pintors, 4 fusteries, 7 lampisteries, 2 electricistes, 3 empreses de construcció, 5 perruqueries, 1 restaurant i 2 salons de bellesa.
Dels 7 establiments comercials que hi havia el 2009, 1 era un hipermercat, 1 una botiga de menys de 120 m², 1 una fleca, 1 una botiga d'electrodomèstics, 1 una botiga de mobles i 2 floristeries.
L'any 2000 a La Chapelle-Saint-Ursin hi havia 3 explotacions agrícoles.

## Equipaments sanitaris i escolars
L'únic equipament sanitari que hi havia el 2009 era una farmàcia.
El 2009 hi havia 1 escola maternal i 1 escola elemental.

## Poblacions més properes
El següent diagrama mostra les poblacions més properes.